# Agrilinus storkani
Agrilinus storkani är en skalbaggsart som beskrevs av Vladimir Balthasar 1932. Agrilinus storkani ingår i släktet Agrilinus och familjen Aphodiidae. Inga underarter finns listade i Catalogue of Life.